# Geluveld
Geluveld is een dorp in de Belgische provincie West-Vlaanderen en een deelgemeente van Zonnebeke. Het landbouwdorp ligt in een glooiend landschap, enkele kilometer ten zuiden van Zonnebeke-centrum, aan de steenweg N8 en de snelweg A19.

## Geschiedenis
De oudste vermelding van Geluveld gaat terug tot 1109, als Gelevelt. Dit betekent: woeste vlakte. In 1173 werd Geluveld een zelfstandige parochie.
Voor 1914 was er het kasteel van de familie Keingiaert de Gheluvelt. Ook was er een oude windmolen en een 19e-eeuwse buitenplaats van familie De Laval.
Het dorpje lag tijdens de Eerste Wereldoorlog in de frontzone en werd in oktober 1914, tijdens de Eerste Slag om Ieper, compleet verwoest. Enkele oorlogsmonumenten getuigen nog van de strijd.
Nadat in 1971 Zandvoorde aangehecht werd bij Geluveld verloor de gemeente zelf zijn zelfstandigheid bij de gemeentelijke herindeling van 1977 toen het een deelgemeente werd van Zonnebeke.

## Demografische ontwikkeling
- Bronnen:NIS, Opm:1831 tot en met 1970=volkstellingen; 1976 = inwoneraantal op 31 december

## Bezienswaardigheden
- De Sint-Margaretakerk is een neoromaanse kerk, die in 1924 werd gebouwd.
- Het Kasteel van Geluveld, tijdens de Eerste Wereldoorlog verwoest en tussen 1928 en 1932 herbouwd in opdracht van Léonie Keingiaert de Gheluvelt, één der eerste vrouwelijke burgemeesters in België.
- De Geluveldmolen.
- Obelisk Gloucestershire Regiment aan de Menenstraat.

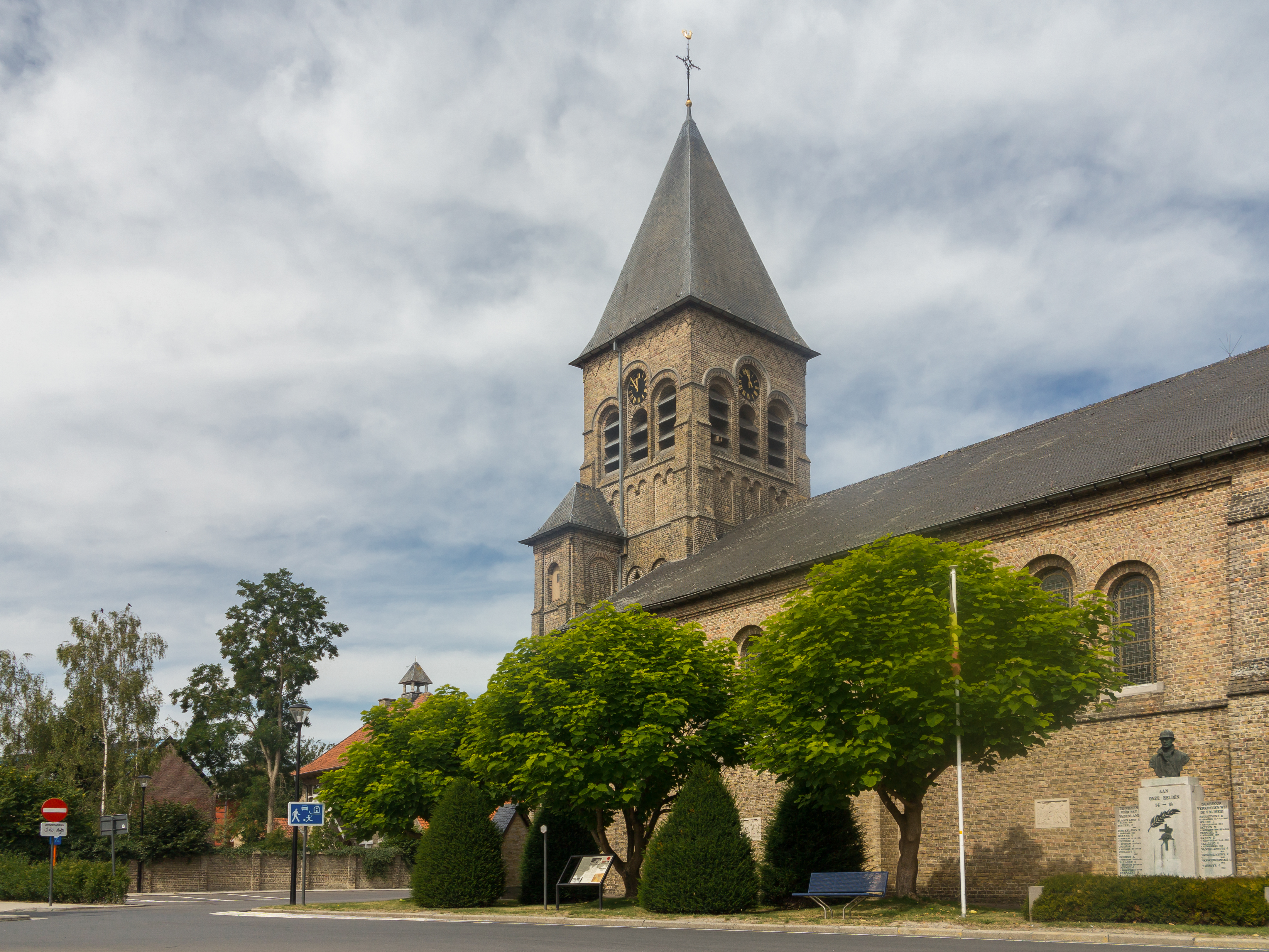
Sint-Margaretakerk

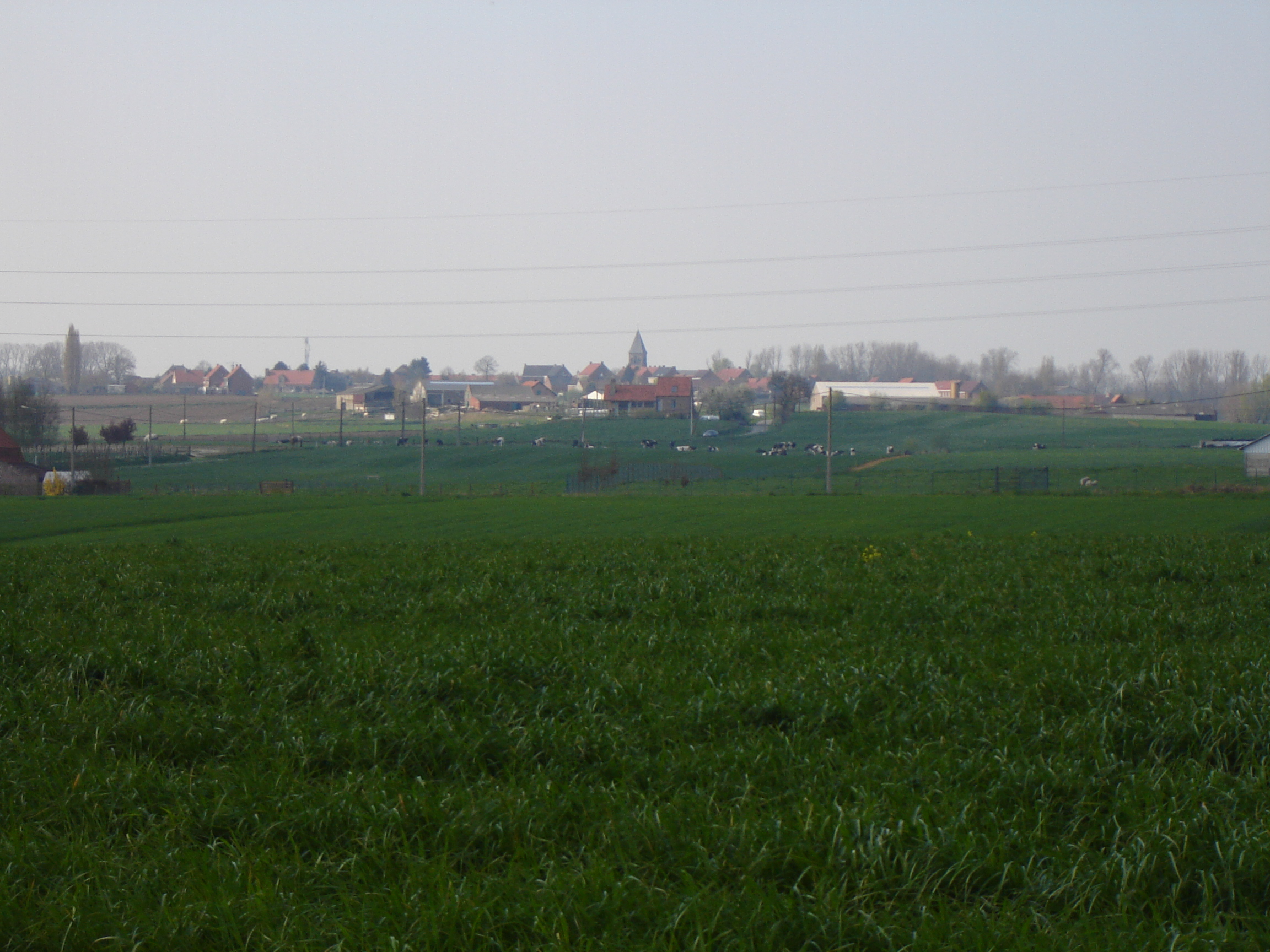
Uitzicht op Geluveld

- Diverse Duitse bunkers.

## Natuur en landschap
Geluveld ligt in Zandlemig Vlaanderen op een hoogte van 40-64 meter, op de Midden-West-Vlaamse Heuvelrug. In het noordwesten vindt men het Polygoonbos. Ten noorden van Geluveld loopt de Reutelbeek (ook: Geluwebeek) in zuidoostelijke richting. In het westen vindt men het domein Palingbeek.

## Politiek
Geluveld had een eigen gemeentebestuur en burgemeester tot de gemeentelijke fusie van 1977.

## Sport
Geluveld heeft een voetbalclub, BS Geluveld. De club speelt in 3de provinciale A - West-Vlaanderen.

## Geboren
- Paul Allossery (1875-1943), priester-historicus

## Nabijgelegen kernen
Beselare, Geluwe, Kruiseke, Zandvoorde